# Mari Mori
Mari Mori (森 茉莉 Mori Mari?,  Hongō, Tokio, Japón, 7 de enero de 1903 - Tokio, Japón, 6 de junio de 1987) fue una novelista japonesa, hija del afamado escritor Mori Ōgai. 

## Biografía

### Primeros años

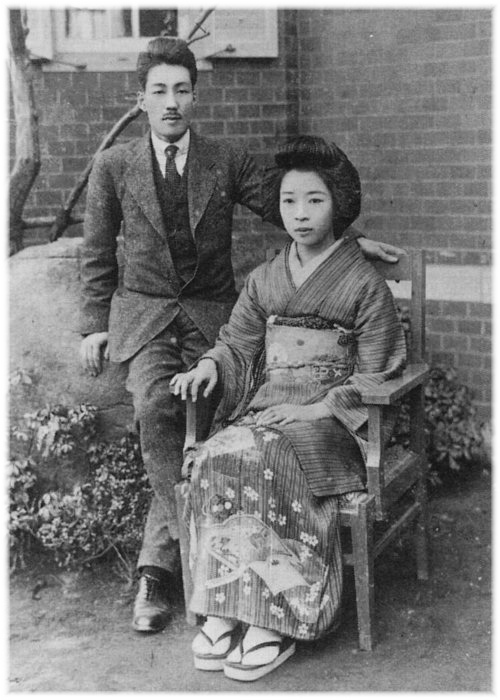
Mori junto con su primer marido, Tamaki Yamada, circa 1920.

Mori nació el 7 de enero de 1903 en el distrito de Hongō, Tokio, como la hija mayor del escritor Mori Ōgai y su segunda esposa, Shigeko Arakawa. Mori tuvo cuatro hermanos; Oto —hijo del primer matrimonio de su padre—, Furitsu, Annu (quien murió en la infancia) y Rui. Recibió una esmerada educación, siendo muy unida a su padre durante toda su vida.
En 1919, Mori contrajo matrimonio con Tamaki Yamada, de quien se divorció en 1927 debido a su infidelidad con una geisha. Con Yamada tuvo dos hijos, Jaku y Tōru. Más adelante, se volvería a casar con el profesor universitario Akira Satō, quien ya tenía dos hijas (Hiroko y Toyoko) de un matrimonio previo. Mori, al parecer, tuvo problemas para ajustarse a su nueva vida y jamás logró llevarse bien con las hijas de Satō. En consecuencia, el matrimonio duró menos de un año. Mori no volvió a casarse y desde 1947 comenzó a vivir sola en el barrio de Setagaya, Tokio.

### Carrera
En 1957, Mori ganó el premio Japan Essayist Club Award por una colección de ensayos llamados My Father's Hat. Mori también fue precursora del movimiento de amor homosexual masculino (en aquel entonces llamado tanbi shousetsu, que literalmente se traduce como "novelas estéticas"). Algunas de sus obras de este tipo son A Lovers' Forest (恋人たちの森 Koibito tachi no mori?) (1961, la cual ganó el Premio Tamura Toshiko), I Don't Go on Sundays (1961) y The Bed of Dead Leaves (1962). Mori siempre estuvo muy influenciada por su padre y en A Lover's Forest, uno de los protagonistas puede ser visto como un imbuido con las mismas virtudes y honor que ella veía en su padre. El profesor Keith Vincent de la Universidad de Nueva York, ha llamado a Mori como la "Electra japonesa", refiriéndose al complejo de Electra de Carl Gustav Jung, el cual es la contraparte femenina del complejo de Edipo de Sigmund Freud.
La mayorías de las obras de Mori presentan como personajes principales a un hombre mayor y a un muchacho joven. El hombre mayor es extremadamente rico, poderoso, sabio y "estropea" al muchacho joven. En A Lover's Forest, por ejemplo, el hombre mayor, Guido, tiene 38 años y Paulo apenas 17 o 18 años (sin embargo, aún no tiene 19 años, la edad que Mori tenía cuando su padre murió). Paulo es extraordinariamente hermoso, propenso a ser perezoso, y tiene una notoria falta de fuerza de voluntad en todos menos en el campo del placer. Guido muere cuando Paulo tiene 19 años, y Paulo posteriormente se enamora de otro hombre, similar a Guido. 
En 1975, su obra The Room Filled with Sweet Honey (甘い蜜の部屋 Amai Mitsu no Heya?) ganó el 3.er Premio Izumi Kyōka de literatura. Mori murió de una insuficiencia cardíaca el 6 de junio de 1987, a la edad de ochenta y cuatro años.
Su primo materno fue el escritor Shin'ichi Hoshi, hijo de su tío Hajime Hoshi.

## Obras

### Ficcion y no ficcion
- Chichi no bōshi (父の帽子), 1957
- Kutsu no oto (靴の音), 1958
- Nōkaishoku no sakana (濃灰色の魚), 1959
- Koibito tachi no mori (恋人たちの森), 1961
- Kareha no nedoko (枯葉の寝床), 1962
- Zeitaku binbō (贅沢貧乏), 1963
- Kioku no e (記憶の絵), 1968
- Watashi no bi no sekai (私の美の世界), 1968
- Amaimitsunoheya (甘い蜜の部屋), 1975

#### Publicación póstuma
- Besuto Obu dokkirichan'neru (ベスト・オブ・ドッキリチャンネル), 1994
- Maria no kimagure kaki (マリアの気紛れ書き), 1995
- Ma ri no hitorigoto (魔利のひとりごと), 1997
- Binbō savu~aran (貧乏サヴァラン), 1998
- Boyaki to ikari no Maria aru henshū-sha e no tegami (ぼやきと怒りのマリア ある編集者への手紙), 1998
- Maria no unuborekagami (マリアのうぬぼれ鏡), 2000
- Maria no kūsō ryokō (マリアの空想旅行), 2006
- Mori mari watashi no naka no Arisu no sekai (森茉莉 私の中のアリスの世界), 2010
- Kōcha to bara no hibi (紅茶と薔薇の日々), 2016
- Zeitaku binbō no oshare jō (贅沢貧乏のお洒落帖), 2016
- Kōfuku wa tada watashi no heya no naka dake ni (幸福はただ私の部屋の中だけに), 2017
- Kuro neko Jurietto no hanashi (黒猫ジュリエットの話), 2017
- Chichi to watashi ren'ai no yōna mono (父と私 恋愛のようなもの), 2018

### Colecciones
- Mori mari roman to essē (森茉莉・ロマンとエッセー), 1983-1983
- Sēn mòlì quánjí (森茉莉全集), 1993-94

### Libros ilustrados
- Yōsei sofi ishikawa yōji shashin-shū (妖精ソフィ 石川洋司写真集), 1981
- Watashi no binanshi-ron (私の美男子論), 1995